# محمد مفيد الفقيه
الشيخ محمد مفيد بن الشيخ علي بن الشيخ يوسف آل الفقيه، رجل دين شيعي من جبل عامل، له عدد من المؤلفات في مجال الفقه الإسلامي والعقائد وأصول الفقه كما له نشاط تبليغي إضافة إلى كونه مدرّسا  وباحثا في الحوزة العلمية.

## ولادته ونشأته
هو من آل الفقيه التي يرجع أصلها إلى (العوادل) وهم فخذ من أفخاذ قبيلة شمر.
والده : الشيخ علي الفقيه.
جدّه : الشيخ يوسف الفقيه . وعمّه : الشيخ محمد تقي الفقيه.
ولد في النجف سنة 1937 ميلادي ( 1355 هجري) حيث كان والده مقيما فيها للدراسة.
بعد ولادته بعام انتقل والده إلى لبنان.
تلقى علومه الأولى في بلدته حاريص، ثم انتقل إلى المدارس الجعفرية في صور حيث تابع الدراسة إلى سنة (1952مـ)، حينها قرّر الرحيل إلى النجف لتلقّي العلوم الإسلامية في حوزتها.

## هجرته إلى النجف
في سنة (1952مـ) سافر إلى النجف، وأقام في دارة عمّه الشيخ محمد تقي الفقيه وتزوّج بكريمته.

## أساتذته
درس في النجف على يد عدد من العلماء منهم:
- الشيخ محمد تقي الفقيه
- الشيخ علي الحلي سماكة
- السيد إسماعيل الصدر
- الشيخ علي الحلي
- السيد محمد باقر الصدر
- السيد محسن الحكيم
- السيد الخوئي

## التبليغ فيقلعة سكرونواحيها
في سنة (1962مـ) ترك عمه الشيخ محمد تقي الفقيه العراق وعاد إلى لبنان، وكان الاخير له نشاط تبليغي  في قلعة سكر ونواحيها وبعد عودته إلى لبنان ترك فراغا في تلك المدينة.
في سنة (1963 مـ) سافر الشيخ مفيد الفقيه إلى قلعة سكر وكيلا عن السيد محسن الحكيم، ويظل يتردد عليها حتى العام(1990 مـ) تاريخ عودته إلى لبنان.

## عودته إلى لبنان
بعد وفاة والده سنة (1990مـ) حضر إلى لبنان ولكنه لم يتمكن من العودة إلى النجف بسبب الأوضاع التي كانت سائدة حينها والتي فقد فيها إثنين من أولاده (الشيخ هادي) و(الشيخ مهدي) كما فقد صهره الشيخ صادق الفقيه.
وبعد يئسه من العودة إلى العراق عمل على تأسيس حوزة دينية في لبنان سماها ( جامعة النجف للعلوم الدينية) وكان مركزها في مدينة صور في بادئ الأمر.
ومع تزايد عدد طلابها انتقل بها إلى بناء مستقل في بلدته حاريص.
كما كان له دور فعال في تفعيل الشعائر الحسينية في منطقة جنوب الليطاني حيث ما زال يقيم مأتمين كبيرين في عاشوراء أحدهما في ضاحية الحوش من ضواحي مدينة صور والآخر _وهو الأكبر في بلدته حاريص، كما أن مأتم الفاطمية الذي يقيمه كل عام في ذكرى شهادة السيدة الزهراء يعد الأول من نوعه في منطقة جنوب الليطاني والثاني من نوعه في جبل عامل ما يجعله في طليعة العاملين في مجال الشعائر على صعيد جبل عامل

## مؤلفاته
له كتابات في العقائد والأصول والفقه منها
1. كتاب المواريث والوصايا
2. كتاب الطلاق
3. المكاسب من كتاب التجارة
4. كتاب النكاح
5. الخيارات من كتاب التجارة
6. العقل في أصول الدين
7. مباحث القبلة والستر والساتر
8. قواعد فقهية
9. ولاية الفقيه في مذهب أهل البيت

## وفاته
توفي يوم 3 نيسان 2016 الموافق 24 جمادى الثانية 1437 هـ.

## الوصلات الخارجية
جامعة النجف للعلوم الدينية